# Dentro (Gazzelle)
| Recensione | Giudizio |
| ---------- | -------- |
| Newsic     | 6/10     |
| Rockit     | Positivo |
| Rockol     | 7/10     |

Dentro è il quarto album in studio del cantautore italiano Gazzelle pubblicato il 19 maggio 2023 dalla Maciste Dischi.

## Antefatti
Anticipato dai singoli Non lo dire a nessuno e Idem pubblicati rispettivamente il 18 novembre 2022 e il 10 marzo 2023. Il cantante sui suoi profili social aveva annunciato di aver concluso la lavorazione al suo nuovo album di inediti, subito dopo aver annunciato la sua esibizione allo Stadio Olimpico. Intorno alla metà di aprile annuncia il titolo, la cover e la tracklist del disco con i rispettivi featuring, cioè Thasup, Fulminacci e Noyz Narcos. Qualche giorno dopo,sempre sui suoi canali social annuncia la pubblicazione di una piccola fetta di disco, che comprende i brani Qualcosa che non va, È andata come è andata, Quello che eravamo prima con Thasup, Milioni con Fulminacci più i precedenti due brani, pubblicato il 21 aprile seguente. L'album completo viene pubblicato il 19 maggio.

## Tracce
Testi di Flavio Bruno Pardini, musiche di Federico Nardelli e Flavio Bruno Pardini, eccetto dove indicato.
1. Qualcosa che non va – 3:25
2. Idem – 3:29
3. E pure... – 4:00
4. È andata come è andata – 3:42
5. Quello che eravamo prima (feat. Thasup) – 3:02 (testo: Flavio Bruno Pardini, Davide Mattei – musica: Federico Nardelli, Flavio Bruno Pardini, Davide Mattei)
6. Flavio – 3:03
7. Non lo dire a nessuno – 3:28
8. Milioni (feat. Fulminacci) – 3:14 (testo: Flavio Bruno Pardini, Filippo Uttinacci – musica: Federico Nardelli, Flavio Bruno Pardini, Filippo Uttinacci)
9. Roma (feat. Noyz Narcos) – 3:05 (testo: Flavio Bruno Pardini, Emanuele Frasca – musica: Federico Nardelli, Flavio Bruno Pardini, Luca Pace)
10. Michelino – 3:42
11. La prima canzone d'amore – 2:28
12. LPPBDS – 2:57

## Classifiche

### Classifica settimanale
| Classifica (2023) | Posizione |
| ----------------- | --------- |
| Italia            | 4         |

### Classifiche di fine anno
| Classifica (2023) | Posizione |
| ----------------- | --------- |
| Italia            | 60        |
| Classifica (2024) | Posizione |
| Italia            | 90        |